# Baseball ai I Giochi panamericani giovanili
Le competizioni di baseball ai I Giochi panamericani giovanili si sono svolte dal 26 novembre al 2 dicembre a Barranquilla, in Colombia

## Podi
| Evento          | Oro      | Argento         | Bronzo |
| Torneo maschile | Colombia | Rep. Dominicana | Cuba   |